# بخش آگوستا (شهرستان کارول، اوهایو)
بخش آگوستا (به انگلیسی: Augusta Township) یک منطقهٔ مسکونی در ایالات متحده آمریکا است که در شهرستان کرول، اوهایو واقع شده‌است.
 بخش آگوستا ۷۲٫۱ کیلومتر مربع مساحت و ۱٬۶۱۹ نفر جمعیت دارد و ۳۴۱ متر بالاتر از سطح دریا واقع شده‌است.